# 33 (álbum)
| Críticas profissionais | Críticas profissionais |
| Avaliações da crítica  | Avaliações da crítica  |
| Fonte                  | Avaliação              |
| ---------------------- | ---------------------- |
| Allmusic               | [ 1 ]                  |

33 é o 17º álbum de estúdio do cantor mexicano Luis Miguel, lançado em 2003.

## Faixas
| N.º            | Título                  | Compositor(es)                        | Duração |  |
| 1.             | "Un Te Amo"             | Armando Manzanero                     | 4:05    |  |
| 2.             | "Con Tus Besos"         | Luis Miguel Salo Loyo Francisco Loyo  | 3:13    |  |
| 3.             | "Devuélveme el Amor"    | Miguel Kike Santander                 | 4:06    |  |
| 4.             | "Te Necesito"           | Juan Luis Guerra                      | 3:14    |  |
| 5.             | "Nos Hizo Falta Tiempo" | Manzanero                             | 3:45    |  |
| 6.             | "Eres"                  | Miguel Edgar Cortázar Loyo Loyo       | 4:18    |  |
| 7.             | "Ahora Que Te Vás"      | Manzanero                             | 4:02    |  |
| 8.             | "Que Tristeza"          | Manzanero                             | 3:42    |  |
| 9.             | "Y Sigo"                | Miguel Santander                      | 3:30    |  |
| 10.            | "Vuelve"                | Alejandro Asensi Cortázar Miguel Loyo | 3:33    |  |
| 11.            | "Que Hacer"             | Cortázar Miguel Ernesto Cortázar      | 4:28    |  |
| Duração total: | Duração total:          | Duração total:                        | 41:55   |  |

## Singles
| #  | Título        | EUA | LATIN POP | LATIN TROP |
| -- | ------------- | --- | --------- | ---------- |
| 1. | "Te Necesito" | #1  | #1        | #28        |
| 2. | "Un Te Amo"   | #30 | #20       | –          |

## Charts
| Chart (2003)               | Posição |
| -------------------------- | ------- |
| Billboard 200              | 43      |
| Chart (2004)               | Posição |
| Billboard Latin Pop Albums | 1       |
| Billboard Top Latin Albums | 1       |

## Vendas e certificações
| Região | Certificação | Vendas/distribuição |
| --- | ------------ | ------------------- |
| Argentina (CAPIF) | 2x Platina   | 80.000x             |
| Espanha (PROMUSICAE) | 2x Platina   | 200.000^            |
| EUA (RIAA) | 2x Platina   | 200.000^            |
| México (AMPROFON) | 4x Platina   | 400.000^            |
| *vendas baseadas apenas na certificação ^distribuições baseadas apenas na certificação xdistribuições não-especificadas baseadas apenas na certificação |              |                     |